# Ōgimi
Ōgimi (大宜味村, Ōgimi-son, Okinawan: Ujimi) é um vilarejo que pertence ao distrito de Kunigami, na província de Okinawa.
Este vilarejo tem pouco mais de 3 mil habitantes e uma densidade populacional de 51 pessoas por km². Mas ele é notório no mundo todo por estar no Guinness Book por ter a população mais velha do mundo.